# Luzon
Luzon (in spagnolo: Luzón; in filippino: Luson; in passato Luconia) è l'isola più grande delle Filippine.
Si può far riferimento al nome Luzon (ancor di più se si usa Luson) per definire per estensione, l'intero gruppo di isole del nord delle Filippine che è una delle tre grandi regioni fisiche, (le altre sono Visayas, la centrale, e Mindanao, la meridionale) con le quali si usa suddividere l'arcipelago filippino. Nel giugno del 1991 l'isola fu sconvolta dall'inaspettata eruzione del vulcano Pinatubo che fu la prima dopo 5 secoli di inattività e produsse una delle più grandi e violente eruzioni del XX secolo.

## Geografia
L'isola ha un'area di 109965 km², cosa che la rende la 15ª isola del mondo per estensione. 
Una peculiarità è il fatto che l'isola possiede un lago (il lago Taal) con al suo interno un'altra isola che a sua volta ha un lago con al suo interno un'altra isola.

## Divisione politica
- Bicol
- Calabarzon
- Cordillera
- Ilocos
- Luzon Centrale
- Metro Manila
- Valle di Cagayan